# Blastobasis evanescens
Blastobasis evanescens é uma espécie de mariposa do gênero Blastobasis pertencente à família Coleophoridae.